# Rakvere Linnastaadion
Das Rakvere Linnastaadion ist ein multifunktionelles Stadion in Rakvere, Kreis Lääne-Viru, Estland. Das Stadion bietet 2300 Sitzplätze. Die Adresse des Stadions ist Kastani pst 12, Rakvere.
Das Rakvere Linnastaadion beheimatete drei Gruppenspiele der U-19-Fußball-Europameisterschaft 2012 und ein Qualifikationsspiel der U-21-Fußball-Europameisterschaft 2015 und ist das permanente Heimstadion von JK Tarvas Rakvere, der in der Esiliiga spielt, der zweithöchsten Liga im estnischen Vereinsfußball.